# San Francisco (Almería)
San Francisco es una localidad y pedanía española perteneciente al municipio de Huércal-Overa, en la provincia de Almería. Está situada en la parte septentrional de la comarca del Levante Almeriense.
Forma parte de la diputación de El Saltador.

## Historia
La localidad fue fundada en 1964 por el Instituto Nacional de Colonización para los labradores cerca a El Saltador. Recibió el nombre de San Francisco por ser el patrón del nuevo pueblo, y se construyó una iglesia en su honor.

## Demografía
Según el Instituto Nacional de Estadística de España, en el año 2019 San Francisco contaba con 513 habitantes censados, lo que representa el 2,68% de la población total del municipio.